# Echo (álbum de Of Mice & Men)
Echo  es el séptimo álbum de estudio de la banda estadounidense Of Mice & Men. Fue lanzado el 3 de diciembre de 2021 a través de SharpTone Records. El álbum fue autoproducido por la banda y es la continuación del sexto álbum del grupo Earthandsky (2019). Consiste en tres EP lanzados a principios de año, Timeless, Bloom y Ad Infinitum. Es su primer álbum que se lanza después de que la banda firmara con SharpTone Records en 2021.

## Antecedentes
La banda grabó el álbum en 2020 durante la pandemia de COVID-19 y trabajaron de forma remota a través de Zoom y compartiendo archivos. El álbum fue producido por la propia banda y mezclado y masterizado por el vocalista principal Aaron Pauley.

## Lanzamiento y promoción
La banda anunció que se separaron de Rise Records y firmaron con SharpTone Records el 13 de enero de 2021. El mismo día, lanzaron un nuevo sencillo "Obsolete" y anunciaron que su primer EP Timeless se lanzaría el 26 de febrero. 2021. Cinco días después, el vocalista principal Aaron Pauley anunció a través de Twitter que este sería el primero de los tres EP lanzados en el año. El 10 de febrero, la banda lanzó la canción principal "Timeless". El 21 de abril, la banda anunció que su segundo EP, Bloom, se lanzaría el 28 de mayo de 2021. Ese mismo día, dieron a conocer un nuevo sencillo y la canción principal "Bloom".
El 29 de septiembre, la banda lanzó un nuevo sencillo "Mosaic". El 19 de octubre, la banda lanzó el sencillo "Fighting Gravity" y anunció que su tercer EP, Ad Infinitum, se lanzaría el 3 de diciembre de 2021. La banda luego confirmó el lanzamiento de su séptimo álbum de estudio Echo que fue lanzado. junto con el EP y recopila los tres EP que se lanzaron a lo largo del año. También revelaron la portada del álbum y la lista de canciones.
En una entrevista, Aaron Pauley habló sobre lo que significa el álbum para la banda:

"Echo es una instantánea del último año y medio de nuestras vidas. Abarca la pérdida y el crecimiento, la vida y la impermanencia, el amor y el infinito: cómo las partes más maravillosas y trágicas de la experiencia humana están profundamente entrelazadas."

## Lista de canciones
Todas las letras escritas por Of Mice & Men, toda la música compuesta por Of Mice & Men. 
| N.º | Título                                                      | Duración |  |
| 1.  | «Timeless»                                                  | 4:06     |  |
| 2.  | «Obsolete»                                                  | 4:25     |  |
| 3.  | «Anchor»                                                    | 3:58     |  |
| 4.  | «Levee»                                                     | 4:50     |  |
| 5.  | «Bloom»                                                     | 4:17     |  |
| 6.  | «Pulling Teeth»                                             | 3:22     |  |
| 7.  | «Mosaic»                                                    | 3:11     |  |
| 8.  | «Fighting Gravity»                                          | 4:56     |  |
| 9.  | «Echo»                                                      | 3:19     |  |
| 10. | «Helplessly Hoping» (cover de Crosby, Stills, Nash & Young) | 2:52     |  |

## Personal
- Aaron Pauley: Voz Principal y Bajo
- Phil Manansala: Guitarra Líder y Coros
- Alan Ashby: Guitarra Rítmica y Coros
- Valentino Arteaga: Batería